# Dicranidae
Dicranidae er en vidt udbredt gruppe af mosser i klassen Bryopsida. Gruppen indeholder mange arter som vokser i tørre områder og på forstyrret jord. Dicranidae er repræsenteret med 4 ordner i Danmark.